# About You
About You Holding SE (собствен правопис ABOUT YOU ) е немски онлайн търговец на дрехи, обувки и аксесоари, базиран в Хамбург. „About You“ е основан през 2014 г. като дъщерно дружество на Otto и се управлява като инвестициона компания в портфолиото на групата от 2018 г. Компанията е регистрирана на Франкфуртската фондова борса от 2021 г.
Компанията управлява немските онлайн магазини aboutyou.de и edited.de, както и мобилното приложение за пазаруване About You, и е активна с паралелни предложения в общо 26 европейски страни. 
В публикувана от Statista класация на онлайн търговци с най-висок оборот в сегмента мода в Германия, About You заема четвърто място през 2023 г. 

## История
„About You“ са активни в Германия от 5 май 2014 г. През май същата година се регистрирва марката About You. Онлайн магазинът aboutyou.de е създаден в рамките на проекта за електронна търговия Collins, който е стартиран през юни 2013 г. от Otto Group, Бенджамин Ото и настоящото ръководство.  Бенджамин Ото, Тарек Мюлер, Себастиан Бец и Ханес Визе поеха управлението на Collins GmbH & Co. KG, която действаше като холдингова компания за новия проект, и нейното дъщерно дружество About You GmbH.  В хода на създаването на Project Collins, Otto Group придоби дигиталните агенции NetImpact Framework и Creative-Task с около100 служители, основани от Мюлер и Бец. Основателите Тарек Мюлер, Себастиан Бец и Ханес Визе също участват в About You GmbH след сделката. На 1 юни 2015 г. Бенджамин Ото се оттегли от позицията си на управляващ директор, за да поеме ролята на акционер в Otto Group. 
През август 2015 г. онлайн магазинът About You беше пуснат в Австрия и Швейцария, в началото на октомври 2017 г. в Нидерландия и Белгия , в началото на август 2018 г. в Полша и на 9 октомври 2018 г. в Чехия. Три години след основаването си, базираната в Хамбург компания беше оценена от инвеститорите на 320 милиона евро.[източник? (Поискан днес)]
От ноември 2017 г. About You предлага своята инфраструктура за електронна търговия (софтуер за управление на онлайн магазини) като лицензиран продукт за други онлайн търговци,  първоначално под името About You Cloud, а от края на 2021 г. под името „SCAYLE – Your Commerce Engine“.
През юли 2018 г. датската Heartland A/S, базирана в Орхус, холдингова компания на една от най-големите европейски компании за облекло, Bestseller A/S, придоби 29% дял в компанията като част от увеличение на капитала . Като част от това, About You беше оценена на над един милиард щатски долара, което я прави първата компания „еднорог“ в Хамбург. Други акционери в компанията са Otto Group като най-голям акционер, Heartland A/S (с „двуцифрено акционерно участие“), SevenVentures, German Media Pool, тримата управляващи директори Тарек Мюлер, Себастиан Бец и Ханес Визе, както и Бенджамин Ото и Янина Йозен-Ото с тяхното Gesellschaft für Handelsbeteiligungen mbH (търговска холдингова компания) .  От 2018 г. About You е регистриран като инвестиционна компания в портфолиото на групата. 
От началото на април 2019 г. About You присъства в Словакия, Унгария и Румъния. През 2020 г. магазините About You започнаха да се предлагат онлайн в Словения, Латвия, Естония, Литва, Хърватия, България , Дания, Финландия и Швеция, а през 2021 г. - в Испания, Италия, Гърция и Португалия. 
На 16 юни 2021 г. About You стана публична компания на Франкфуртската фондова борса . Като частно пласиране, на институционалните инвеститори бяха предложени приблизително 36,6 милиона акции с право на глас на абонаментна цена от 23 евро на акция, които дойдоха предимно от увеличение на капитала и в по-малка степен от съществуващи акционери. Първичното публично предлагане (IPO) генерира приблизително 21% от акциите на компанията бяха прехвърлени в свободно обращение . Цената на записване съответства на пазарна капитализация на компанията от приблизително 3,9 милиарда евро. Общо бяха набрани приблизително 842 милиона евро.  От 20 септември 2021 г. до 5 декември 2022 г. акцията беше листвана на SDAX .  
На 11 декември 2024 г. Zalando обяви, че ще придобие About You to 100%. За тази цел Zalando е сключила обвързващи споразумения с основните акционери на About You за закупуване на техните акции, които представляват около 73% от акционерния капитал.   Очаква се покупната цена да бъде повече от един милиард евро.  На 20 януари 2025 г. Zalando отправи публично предложение за придобиване; то не е предмет на минимален праг за приемане. Очаква се продажбата на About You на Zalando да приключи до лятото на 2025 г. 

## Бизнес дейност
Целевата аудитория на About You включва жени и мъже на възраст между 18 и 49 години. Продуктовата гама на онлайн магазина включва около 350 000 артикула от около 3800 марки, включително ексклузивни колекции.  Модната марка Edited се предлага в едноименния онлайн магазин в над 100 партньорски магазина в Германия, Холандия, Белгия, Швейцария, Австрия, Дания и Чехия.   
Най-важният канал за продажби е мобилното приложение, което генерира 75% от продажбите.

### Маркетинг
Ключова характеристика на маркетинга на About You е тясното сътрудничество с инфлуенсъри, наречени „идоли“, които представят свои собствени тоалети, а понякога и свои собствени колекции.  В Германия About You се смята за един от пионерите в инфлуенсър маркетинга;  компанията работи с няколко известни модели, телевизионни артисти, актьори и музиканти, включително Кейти Пери , Лена Герке, Бони Стрейндж и Даниел Фукс. 
Персонализацията също е една от маркетинговите стратегии на компанията. Онлайн магазинът на About You генерира персонализирана емисия новини и персонализирано сортиране на продукти за всеки клиент въз основа на минали покупки, харесвания на марки, хора и продуктови групи, както и вероятности за покупка от хора с подобни профили. 
Маркетингът на компанията се счита за пример за най-добра практика, спечелил е множество награди и е бил обект на няколко анализа. 

### Маркетингови събития
Компанията е домакин на  „About You Awards“ от 2017 г.  Годишната церемония по награждаване на личности в социалните медии се излъчва от телевизионния канал ProSieben от 2018 г. 
През февруари 2019 г. About You обяви сътрудничеството си с организатора на фестивала Pangea (от 2019 г. „About You Pangea Festival“), музикално, спортно и културно събитие в Пютниц. 

## Награди
About You е носител на наградата Shop Award за най-добри онлайн магазини от търговското списание Internet World Business няколко пъти: през 2015 г. („Най-добър онлайн чист плейър“ и „Най-доброто от шоуто“),  2016 г. („Най-добър мобилен магазин“ и 3-то място в категорията „Най-добър онлайн чист плейър“ за edited.de),  2017 г. и 2018 г. (всяка от тях „Най-добър онлайн чист плейър“).